# La Roussière

La Roussière este o comună în departamentul Eure, Franța. În 1 ianuarie 2018 avea o populație de 218 de locuitori.